# Tholi di Cerere
Segue una lista dei tholi presenti sulla superficie di Cerere. La nomenclatura di Cerere è regolata dall'Unione Astronomica Internazionale; la lista contiene solo formazioni esogeologiche ufficialmente riconosciute da tale istituzione.
I tholi di Cerere portano i nomi di festività associate all'agricoltura.
Sono tutti stati identificati durante la missione della sonda Dawn, l'unica ad avere finora raggiunto Cerere.

## Prospetto
| Tholi           | Eponimo | Latitudine | Longitudine | Diametro |
| --------------- | --- | ---------- | ----------- | -------- |
| Aymuray Tholi   | Aymuray - Festa del raccolto presso i Quechua che si tiene a maggio.                                       | 28,78° N   | 335,61° E   | 81 km    |
| Bagach Tholus   | Bagach - Festival bielorusso del raccolto che si tiene il 21 settembre.                                    | 20,04° N   | 238,91° E   | 4,3 km   |
| Cerealia Tholus | Cerealia - La maggior festività dell'antica Roma dedicata a Cerere che si teneva tra il 12 e il 19 aprile. | 19,61° N   | 239,65° E   | 3,2 km   |
| Cosecha Tholus  | Fiestas de La Cosecha - Festa del raccolto a Pereira in Colombia che si tiene ad agosto.                   | 42,15° N   | 10,38° E    | 50 km    |
| Dalien Tholus   | Dalien - Festa del raccolto del riso presso i Khmer che si tiene tra gennaio e febbraio.                   | 3,82° N    | 5,21° E     | 20 km    |
| Hosil Tholus    | Hosil - Festa del raccolto del cotone presso gli Uzbeki.                                                   | 43,31° N   | 320,71° E   | 31 km    |
| Kekri Tholus    | Kekri - Festa finnica del raccolto che si tiene il primo sabato di novembre.                               | 19,85° N   | 240,59° E   | 4,6 km   |
| Kwanzaa Tholus  | Kwanzaa - Festa afro-americana del raccolto che si tiene tra il 26 dicembre e il 1º gennaio.               | 32,06° N   | 326,68° E   | 48 km    |
| Lohri Tholus    | Lohri - Festa del raccolto presso i Punjabi che si tiene il 13 gennaio.                                    | 19,66° N   | 238,66° E   | 3,8 km   |
| Lughnasa Tholus | Lughnasadh - Festa gaelica del raccolto che si tiene il 1º agosto.                                         | 20,2° N    | 326,3° E    | 35,87 km |
| Mikeli Tholus   | Mikeli - Festa del raccolto presso i Lettoni che si tiene a settembre.                                     | 38,62° N   | 293,38° E   | 37 km    |
| Wangala Tholus  | Wangala - Triduo di feste di fine raccolto presso i Garo che si tiene a novembre.                          | 21,62° S   | 6,64° E     | 50 km    |